# Haikai
El haikai es una de las formas de poesía tradicional japonesa y considerada como uno de sus pilares. Nace de la separación de los tres primeros versos del "tanka"y se compone de 3 "versos blancos" de 5, 7 y 5 sílabas. Del haikai han nacido otros dos géneros: el haiku y el «haikai-no-Renga»

## Derivados
Con el paso del tiempo, el haikai se unió con otro género, el renga, creándose el haikai-no-Renga. Este era una sucesión de haikais, continuando con su estilo. El primer poema de esta sucesión se denominaba hokku, pero varios poetas también lo llamaron siglos después haiku. Es por ello que poetas como Masaoka Shiki deciden denominar haiku al hokku. En resumen es una forma de poesía "Japonesa" y de ella nacen varios derivados como el "haikai-no-renga".